# تنی
تِنی (به فرانسوی: Tenay) یک کمون در شرق فرانسه است که در ان واقع شده‌است.

## جغرافیا
تنی ۱۳٫۱۲ کیلومتر مربع مساحت دارد ۳۲۷ متر بالاتر از سطح دریا واقع شده‌است.
رودخانه آلبارین از جنوب غربی از قسمت شرقی کمون می‌گذرد، پس عبور از روستا به شمال غربی می‌رود.